# Coralliocaris sandyi
Coralliocaris sandyi is een garnalensoort uit de familie van de Palaemonidae. De wetenschappelijke naam van de soort is voor het eerst geldig gepubliceerd in 2008 door Mitsuhashi & Takeda.